# Calyptooecia insidiosa
Calyptooecia insidiosa är en mossdjursart som beskrevs av Winston 1984. Calyptooecia insidiosa ingår i släktet Calyptooecia och familjen Cleidochasmatidae. Inga underarter finns listade i Catalogue of Life.